# Georges Bans
Pour les articles homonymes, voir Bans.
Georges Bans (1870-1913) est un aéronaute et journaliste français, fondateur de La Critique et administrateur de nombreux journaux.

## Biographie
Georges Joseph Xavier Bans est né le 18 septembre 1870 à Villach (Autriche-Hongrie), fils d’un directeur de la Société de Construction des Batignolles en Europe. Il est sur Paris au tout début des années 1890, collaborant à La Nature (mai 1890), puis lançant une première revue, Les Déraillements de l’année (1891), en même temps qu'il fréquente Le Chat Noir, produit des comédies, des pantomimes, des pièces en vers, veine qu'il n'abandonnera jamais puisqu'il fut un membre actif du Cornet. En amateur, il s'intéresse très tôt aux aérostats, publiant en 1892, un rapport scientifique pour le Collège de France et devenant en 1893 secrétaire général de l’Union aérophile de France fondée par Georges Besançon, puis, en 1906, secrétaire de l’aéro-club de France. Parmi la trentaine de vols restés célèbres, il y eut celui du 19 octobre 1892 à bord du Zénith, organisé par Fernand Xau et Besançon, et celui à bord de L'Espace, avec Émile Reymond, le 6 juin 1897,. 
Journaliste, il collabore à La Petite Revue (qu'il administre), La Revue encyclopédique, L’Architecte constructeur, La Revue moderne, Le Journal et La Libre Parole où il tient en 1893-1894 la rubrique des sports aéronautiques, rubrique qu'il reprendra dans Les Sports, à L’Écho de Paris et à L'Aurore. Il utilisa les pseudonymes suivants : L'Aspic (La Critique) ; Miousic (La Critique, Le Grand Journal) ; Nézanière (France aérienne) ; L'observateur (Les Sports) et Robur (La Petite Revue). 

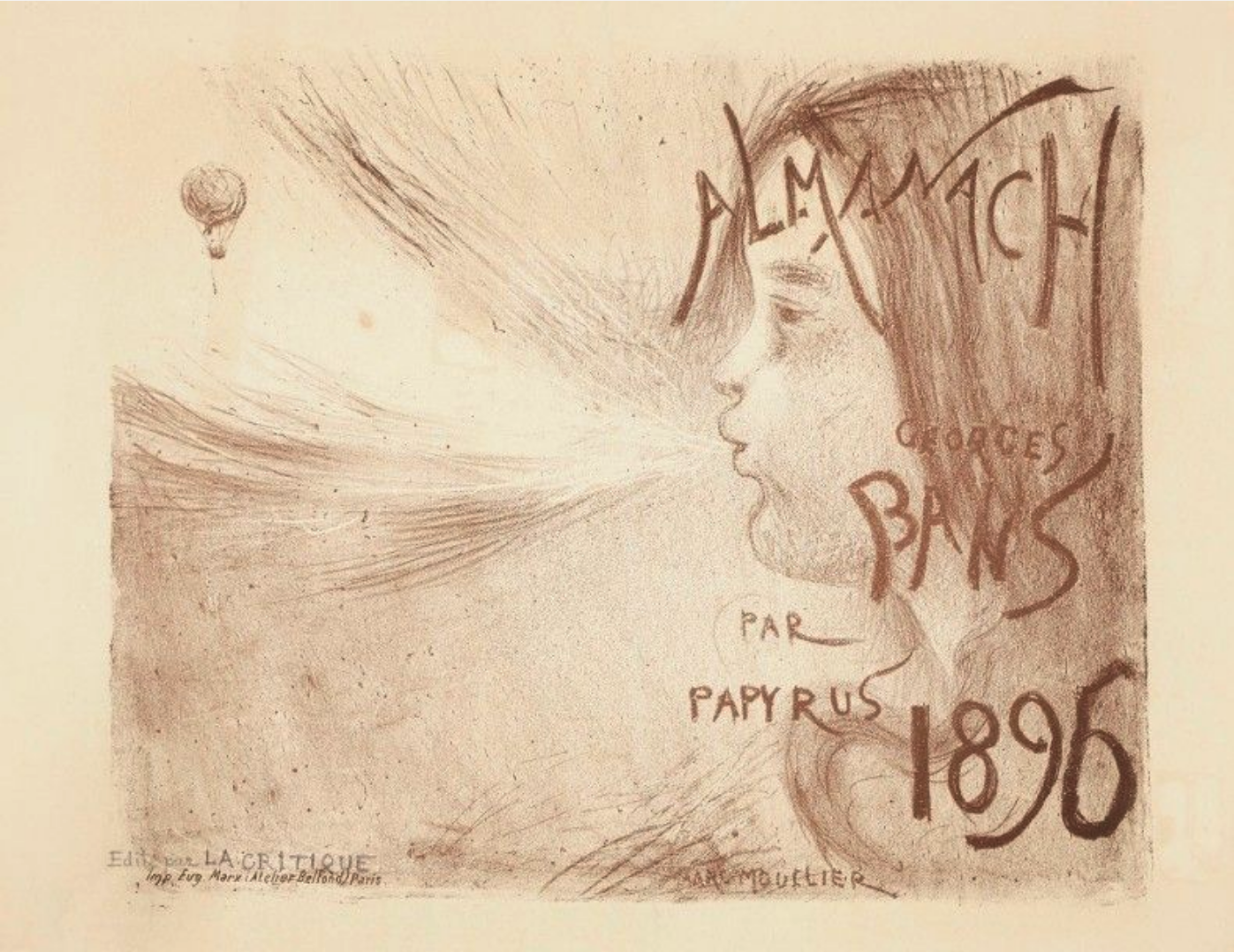
Affiche lithographique pour L'Almanach Georges Bans 1896, signée Marc Mouclier.

En mars 1895, il fonde La Critique illustrée indépendante des arts et de la littérature avec Émile Straus à la rédaction en chef. Périodique engagé, La Critique n'hésite pas à mobiliser ses lecteurs, par exemple dans le cadre de l'affaire Dreyfus, Bans affichant dès 1898 le parti du capitaine en soutenant Émile Zola ; ou encore en défendant le travail d'Hector Guimard, duquel il est proche, mais aussi d'Edward Munch, d'Alfred Jarry. Attiré par la politique, Georges Bans se présente aux élections législatives françaises de 1898 dans le 7e arrondissement de Paris et n'obtient qu'une seule voix. Aux côtés de Marc Mouclier, il dirige L'Omnibus de Corinthe, une nouvelle revue artistique (octobre 1896 - janvier 1898). De 1898 à 1902, il administre et collabore à L'Art décoratif. Toujours avec Straus, il dirige Le Bulletin des iconophiles jusqu'en 1899 et adhère à l'International Poste-Carte Club. 
Bans a financé La Critique jusqu'en 1913, faisant de son titre une structure ouverte et dynamique, une maison d'édition active (livres, estampes, cartes postales), publiant même un Almanach à son nom (1896-1899). Resté proche de Straus et Alcanter de Brahm, il dirige Les Maîtres de la carte postale et participe dès 1902 à la « Société du Nouveau Paris », aux côtés de René Ghil, Marcel Batilliat, Guimard, Frantz Jourdain, Albert Robida, Édouard Louis Sarradin, formant une commission puis une publication ayant pour objet de « créer un profil moderne au Paris futur »,,.
Âgé de 43 ans, Georges Bans meurt brutalement le 2 novembre 1913 à Sainte-Gemmes-sur-Loire. La Critique lui survit jusqu'en 1920.